# Трали
 Тази статия е за града.  За залива вижте Тралий (залив).  
Тралий (на английски: Tralee; на ирландски: Trá Lí, на английски се изговаря по-близко до Трълий) е град в югозападната част на Ирландия, графство Кери на провинция Мънстър. Разположен е в най-източната част на залива Тралий в полуостров Дингъл. Основан е през 13 век. Той е главен административен център на графство Кери. Има жп гара, от която на юг се пътува до Корк, а на север до Лимерик. Населението му е 20 288 жители от преброяването през 2006 г.